# Teo
Teo je moško osebno ime.

## Izvor imena
Ime Teo je skrajšana oblika moškkega imena Teodor.

## Pogostost imena
Po podatkih SURSa je bilo na dan 31. decembra 2007 v Sloveniji 425 oseb z imenom Teo.